# Ansar (islam)
Ansar (arabiska: الأنصار, Hjälparna) kallas följeslagarna i Medina som tog emot den islamiske profeten Muhammed och hans följare från Mecka (muhajirun), när de hade utvandrat från Mecka till Medina under hijra. Ansar var en del av de två stora stammarna i Medina, al-Aws och al-Khazraj. Under slaget vid Badr utgjorde ansar tre fjärdedelar av den muslimska armén.